# غوستاف ويخايم
غوستاف ويخايم (بالنرويجية البوكمول: Gustav Wikheim)‏ (18 مارس 1993 بدرامن في النرويج - ) هو لاعب كرة قدم نرويجي في مركز الوسط لعب سابقاً في نادي الفتح . شارك مع منتخب النرويج تحت 18 سنة لكرة القدم ومنتخب النرويج تحت 19 سنة لكرة القدم ومنتخب النرويج تحت 21 سنة لكرة القدم وNorway national under-23 association football team ‏. أما مع النوادي، فقد لعب مع نادي سترومسغودست لكرة القدم ونادي سترومسغودست ونادي غينت.

## وصلات خارجية
- غوستاف ويخايم على موقع الاتحاد الأوربي (الإنجليزية)
- غوستاف ويخايم على موقع اتحاد النرويج (النرويجية)
- غوستاف ويخايم على موقع قاعدة بيانات كرة القدم.إي يو (الإنجليزية)
- غوستاف ويخايم على موقع Soccerway.com (الإنجليزية)
- غوستاف ويخايم على موقع AS.com (الإسبانية)